# Centaurea gerhardii
Centaurea gerhardii là một loài thực vật có hoa trong họ Cúc. Loài này được M.V.Agab. mô tả khoa học đầu tiên năm 1997.